# Nicola Wheeler
Nicola Hodge (Burnley, Lancashire; 4 de abril de 1971), más conocida como Nicola Wheeler, es una actriz inglesa conocida por interpretar a Nicola King en la serie Emmerdale Farm.

## Biografía
Es hija de Ian Hodge y Brenda Banks-Palmer, tiene dos hermanos mayores Penelope y Robert John Hodge.
Salió con Jayson Waller por más de tres años y medio. A mediados de febrero de 2015, Nicola anunció que estaba esperando a su primer bebé, que nació en marzo de 2015.

## Videos musicales
También ha salido en los videos Lyla y Falling Down, ambas canciones del extinto grupo Oasis.[cita requerida]

## Carrera
Apareció en el programa Cirque de Celebrité; sin embargo, quedó en quinto lugar. En teatro ha aparecido en la obra Halifax Pantomime como la bruja.
El 10 de enero de 2001, se unió a la exitosa serie británica Emmerdale Farm, donde interpreta a Nicola Blackstock-King hasta ahora. En 2009 concursó en el programa All Star Family Fortunes junto a sus compañeros en Emmerdale los actores Nick Miles, Tom Lister, Lucy Pargeter y Kelsey-Beth Crossley durante el episodio "Coronation Street vs. Emmerdale".

## Filmografía

### Series de televisión
| Año           | Título            | Personaje      | Notas                           |
| ------------- | ----------------- | -------------- | ------------------------------- |
| 2001-presente | Emmerdale Farm    | Nicola King    | 1,553 episodios                 |
| 1999          | Coronation Street | Melanie Tindel | episodio # 1.4688               |
| 1997          | Band of Gold      | Claudia        | episodio "She's Back: Part One" |

### Películas
| Año  | Título  | Personaje     | Notas                |
| ---- | ------- | ------------- | -------------------- |
| 1996 | Poldark | Violey Kellow | junto a Kelly Reilly |

Apariciones:
| Año  | Programa                 | Notas                                                                              |
| ---- | ------------------------ | ---------------------------------------------------------------------------------- |
| 2009 | All Star Family Fortunes | concursante - junto a Nick Miles, Tom Lister, Lucy Pargeter y Kelsey-Beth Crossley |

## Premios y nominaciones
| Año  | Categoría                                       | Premio             | Teatro         | Resultado |
| ---- | ----------------------------------------------- | ------------------ | -------------- | --------- |
| 2019 | Best Comedy Performance                         | British Soap Award | Emmerdale Farm | Nominada  |
| 2016 | Best Partnership (junto a Nick Miles)           | Inside Soap Award  | Emmerdale Farm | Nominados |
| 2010 | Best On-Screen Partnership (junto a Nick Miles) | British Soap Award | Emmerdale Farm | Nominados |
| 2006 | Soap Bitch of the Year                          | British Soap Award | Emmerdale Farm | Ganadora  |